# Emile Bockstael

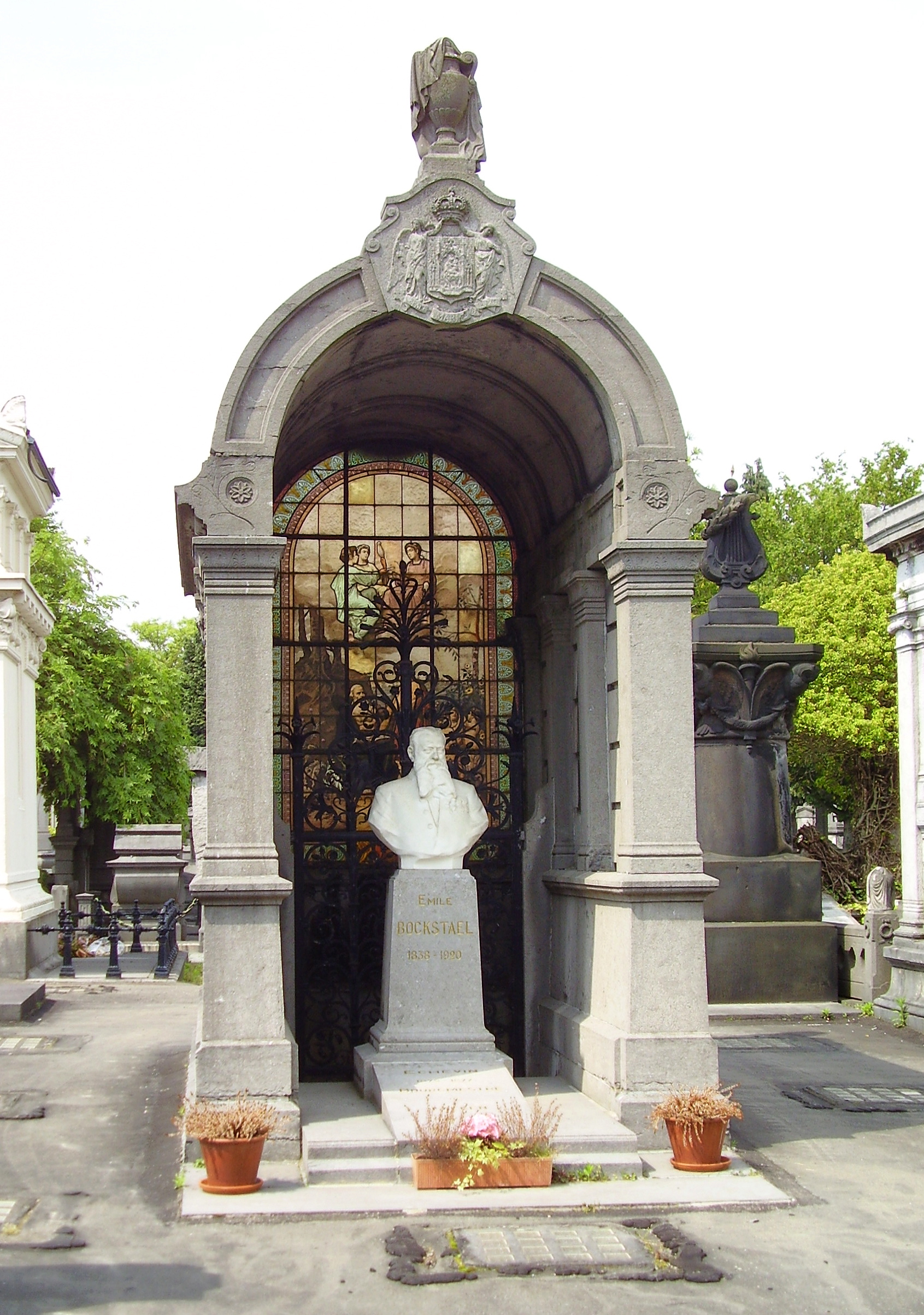
Grafmonument op de Begraafplaats van Laken

Emile Bockstael (Bergen, 24 november 1838 - Laken, 26 februari 1920) was de laatste burgemeester van de gemeente Laken.

## Levensloop
Van jongs af woonde Bockstael in Brussel. Hij was weldra betrokken bij het besturen van de toen landelijke gemeente Laken. Hij werd gemeenteraadslid (1872), schepen van onderwijs, en in 1877 burgemeester, een ambt dat hij tot aan zijn dood zou uitoefenen.
Koning Leopold II had, naast zijn vele andere ideeën, ook projecten voor de gemeente waar hij zelf woonde. Hij vond in de burgemeester (die trouwens als twee druppels water op de koning geleek) een trouwe bondgenoot. Beide heren hielden zich sterk bezig met de stedenbouwkundige aanleg van de gemeente.
Tijdens de Eerste Wereldoorlog bleef Bockstael op post en had vaak problemen met de bezetter. Na zijn dood werd Laken door Brussel opgeslorpt. Het was de schepen van onderwijs van Laken, Joseph Vandemeulebroek, die na enkele jaren burgemeester werd van de hoofdstad.
Bockstael behoorde tot de liberale partij en was mede-oprichter van liberale en caritatieve verenigingen.
In 1878 werd hij lid van de Brusselse vrijmetselaarsloge Les Amis Philanthropes. Hij maakte ook deel uit van het kapittel van deze loge.
Zijn kleinzoon, Albert Bockstael verbleef tijdens zijn jonge jaren bij Emile en werd later een bekend Belgisch kunstenaar.
De herinnering aan Emile Bockstael wordt bewaard door de Emile Bockstaellaan, door het spoorweg- en metrostation Bockstael en door het gemeentelijk atheneum Emile Bockstael. Pierre Theunis maakte van hem een borstbeeld dat staat opgesteld in het voormalig gemeentehuis van Laken. Ook het verfijnd gedecoreerde herenhuis, waar hij tot zijn eind van zijn leven verbleef, werd officieel beschermd als erfgoed. Van Egyptisch geïnspireerde wandschilderingen tot glas-in-loodramen, vloeren in granito en mozaïek en lambriseringen enzovoort. Heel het interieur is nog intact. Een unicum in Brussel.